# 廖伯斯
廖伯斯（本名廖崇硯，英文名，1982年10月19日—）是一位台灣男主持人、通告藝人、演員，畢業於朝陽科技大學資訊管理研究所，取得資訊管理博士學位，其後從事演藝相關工作。

## 演藝生涯
2013年，廖伯斯首次以特別嘉賓身份參與《綜藝大熱門》，開始參與綜藝節目演出。之後他曾多次參與《國光幫幫忙》、《木曜4超玩》、《明星許願池》等綜藝節目。
2022年，受邀參演慈濟大愛電視台《搜尋者》，正式以演員身份出道，飾演外科醫生角色。同年，參與拍攝微電影《前往海邊的路》，該片在2020年屏東電影節中獲得獎項。11月參加臺北網紅節「TY Star網紅獎」活動。
2023年，主演電影《看見靈魂的那隻眼師公》。5月參加創世基金會於台中勤美草悟道舉辦「樂繕好施惜福分享會」。9月擔任創世基金會台中院的愛心大使宣導植物人議題並發起「捐發票、送柚子」愛心活動。同年11月再次參加臺北網紅節嘉年華。
2024年4月以學者身份出席台北南港展覽館舉辦的「Touch Taiwan系列展」。5月應邀參加板橋慈惠宮媽祖聖誕起駕宗教活動。
2025年1月應邀出席板橋慈惠宮舉辦16年的慈惠宮民藝大街嘉年華活動記者會。

## 學術與科技參與
除了演藝工作，廖伯斯亦跨足學術界。2022年起，他擔任逢甲大學電子工程學系助理教授，專注於腦波儀與穿戴式裝置的研究。

## 演出作品
| 年份   | 頻道                 | 節目名               | 備註     |
| 2013年 | 三立新聞台           | 綜藝大熱門           | 特邀嘉賓 |
| 2017年 | 麥卡貝網路電視       | 木曜4超玩            | 特邀嘉賓 |
| 2022年 | 大愛電視             | 搜尋者               | 演員     |
| 2022年 | 民視                 | 明星許願池           | 特邀嘉賓 |
| 2023年 | 北投映像電影有限公司 | 看見靈魂的那隻眼師公 | 演員     |
| 2024年 | 民視                 | GOGOTaiwan           | 特邀嘉賓 |
| 2024年 | 中天電視             | 同學來了             | 特邀嘉賓 |

## 微電影
| 年份   | 片名               | 角色     |
| 2022年 | 前往海邊的路微電影 | 失意作家 |

## 電視劇
| 年份   | 劇名             | 角色 |
| 2022年 | 大愛電視台搜尋者 | 醫生 |

## 外部連結
- 廖伯斯的Facebook專頁
- 廖伯斯的Instagram帳戶
- 逢甲大學 電子工程學系師資簡介
- 鳳凰藝能股份有限公司藝人廖伯斯簡介